# Costa Blanca
Costa Blanca se referă la peste 200 km de coastă aparținând de provincia Alicante din Spania. Numele de "Costa Blanca" a apărut ca nume promoțional folosit de compania aeriană BEA când au lansat zborurile între Londra și Valencia în 1957. Are o industrie turistică bine dezvoltată, fiind o destinație populară printre turiștii britanici și germani. Se întinde de la orașul Denia în nord, dincolo de care se află Costa de Valencia, până la Torrevieja în sud, dincolo de care se află Costa Calida. Aici se găsesc destinații turistice importante, printre care Benidorm și Alicante.

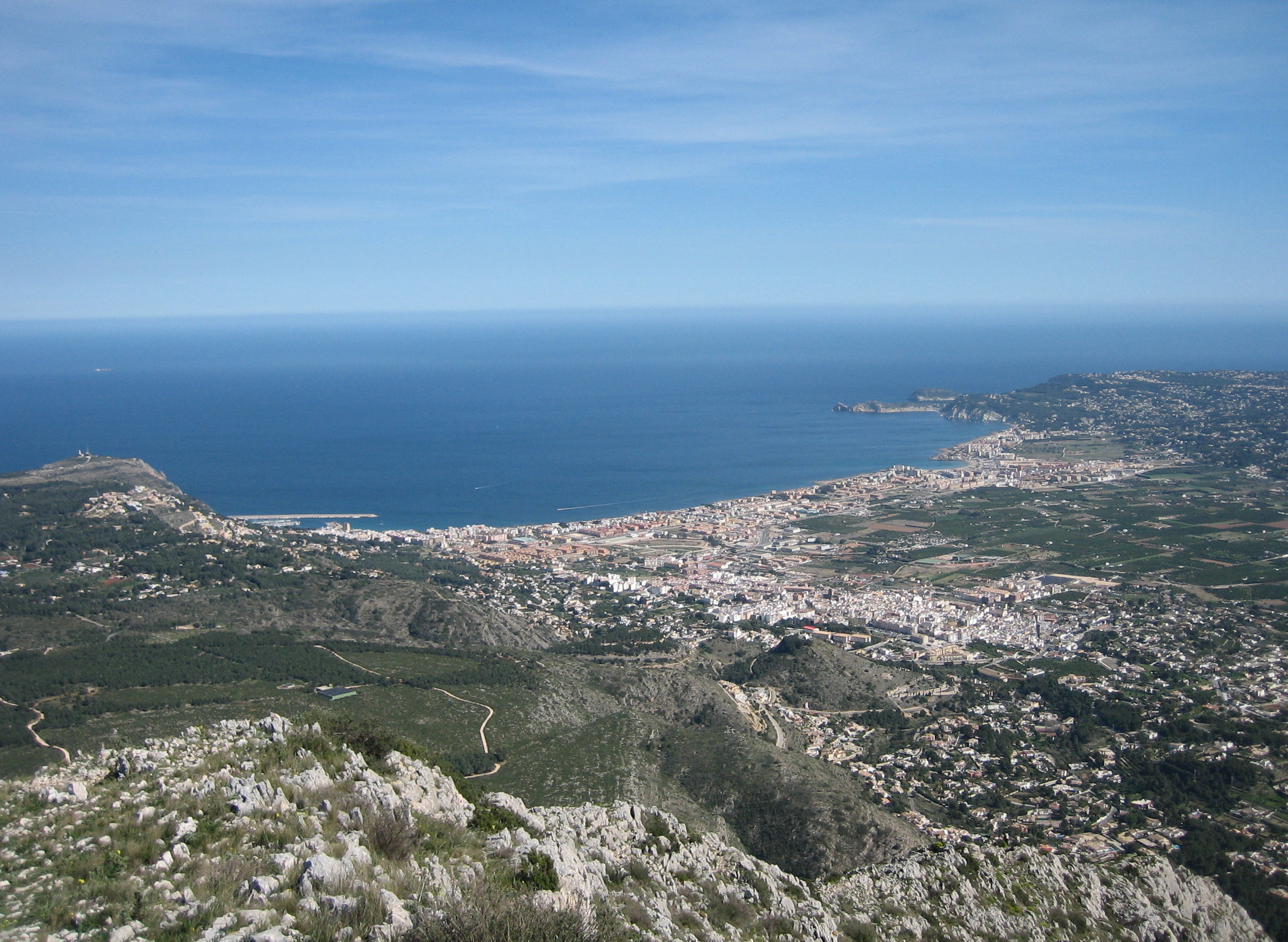
Jávea/Xàbia
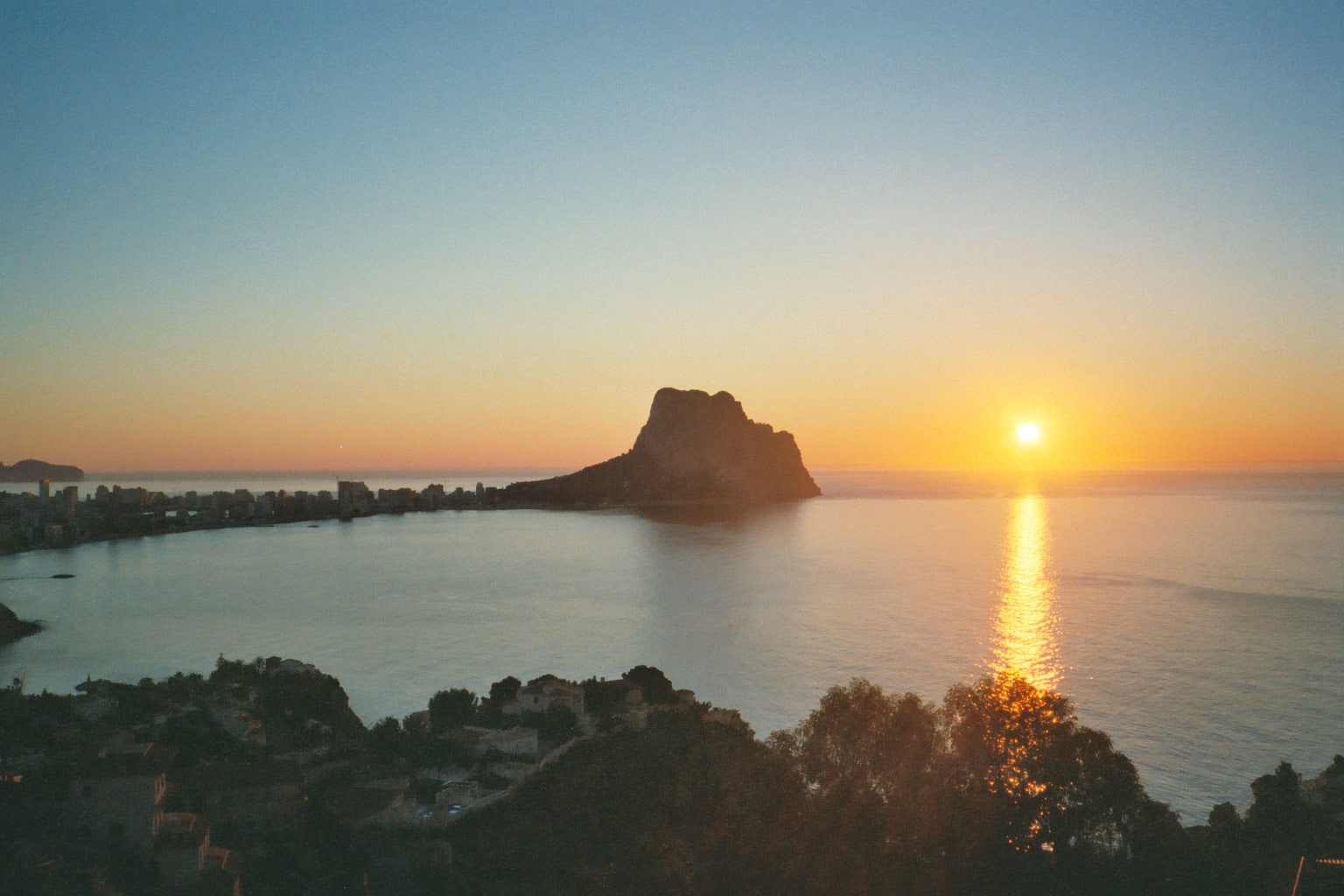
Penó d'Ifac
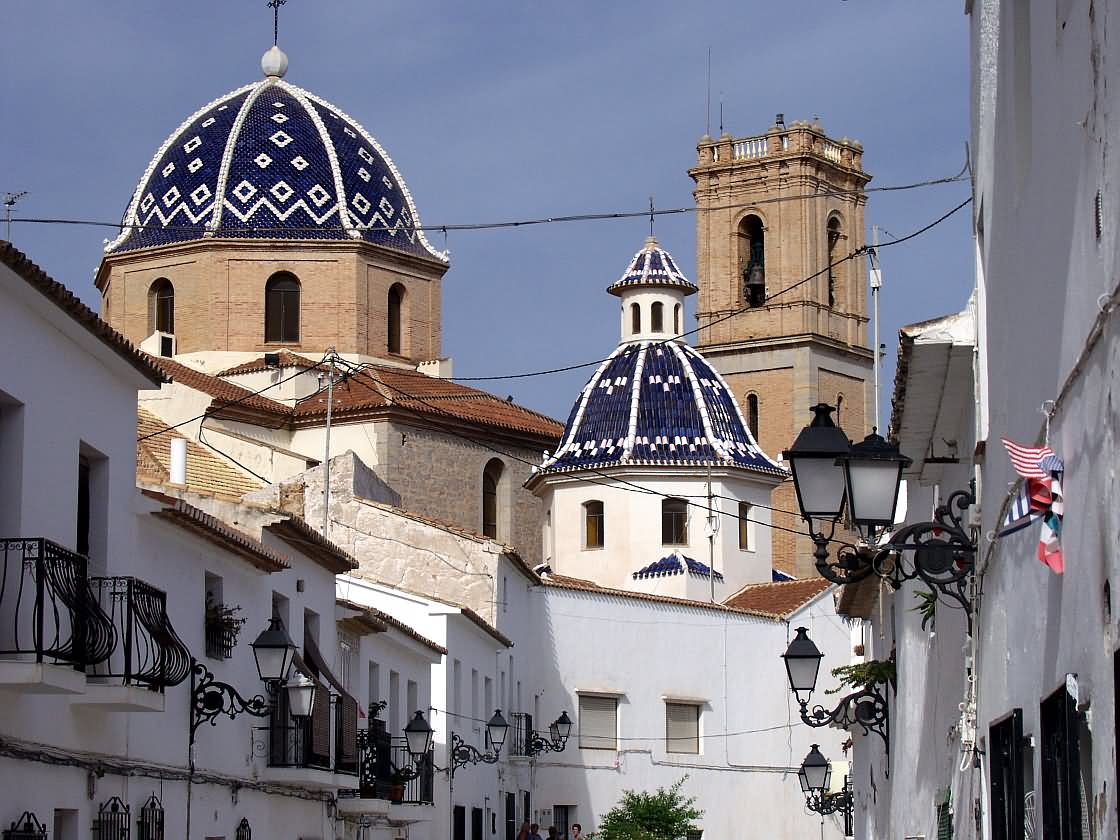
Altea
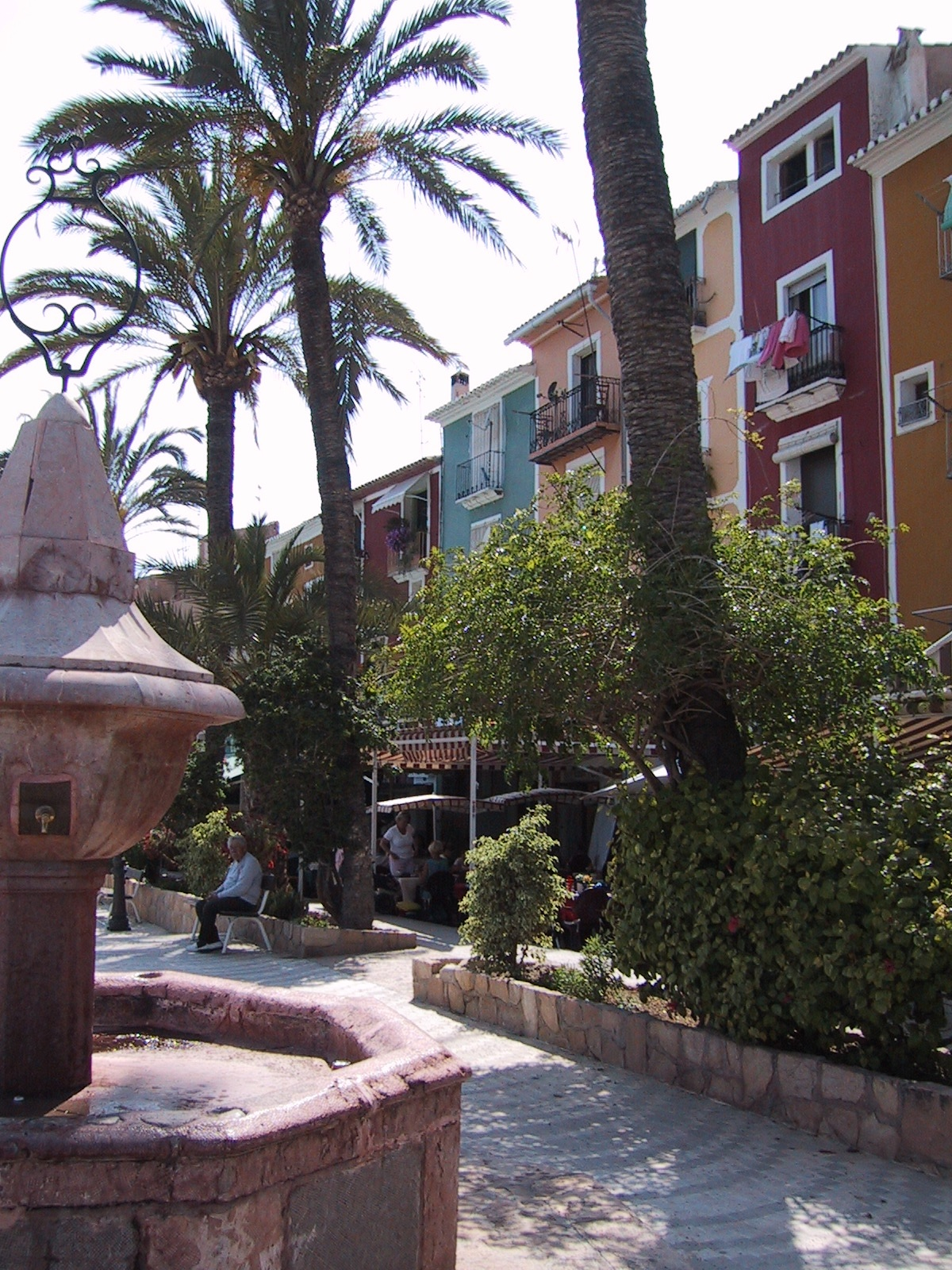
La Vila Joiosa
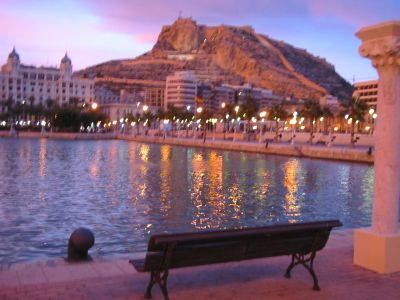
Portul Alicante
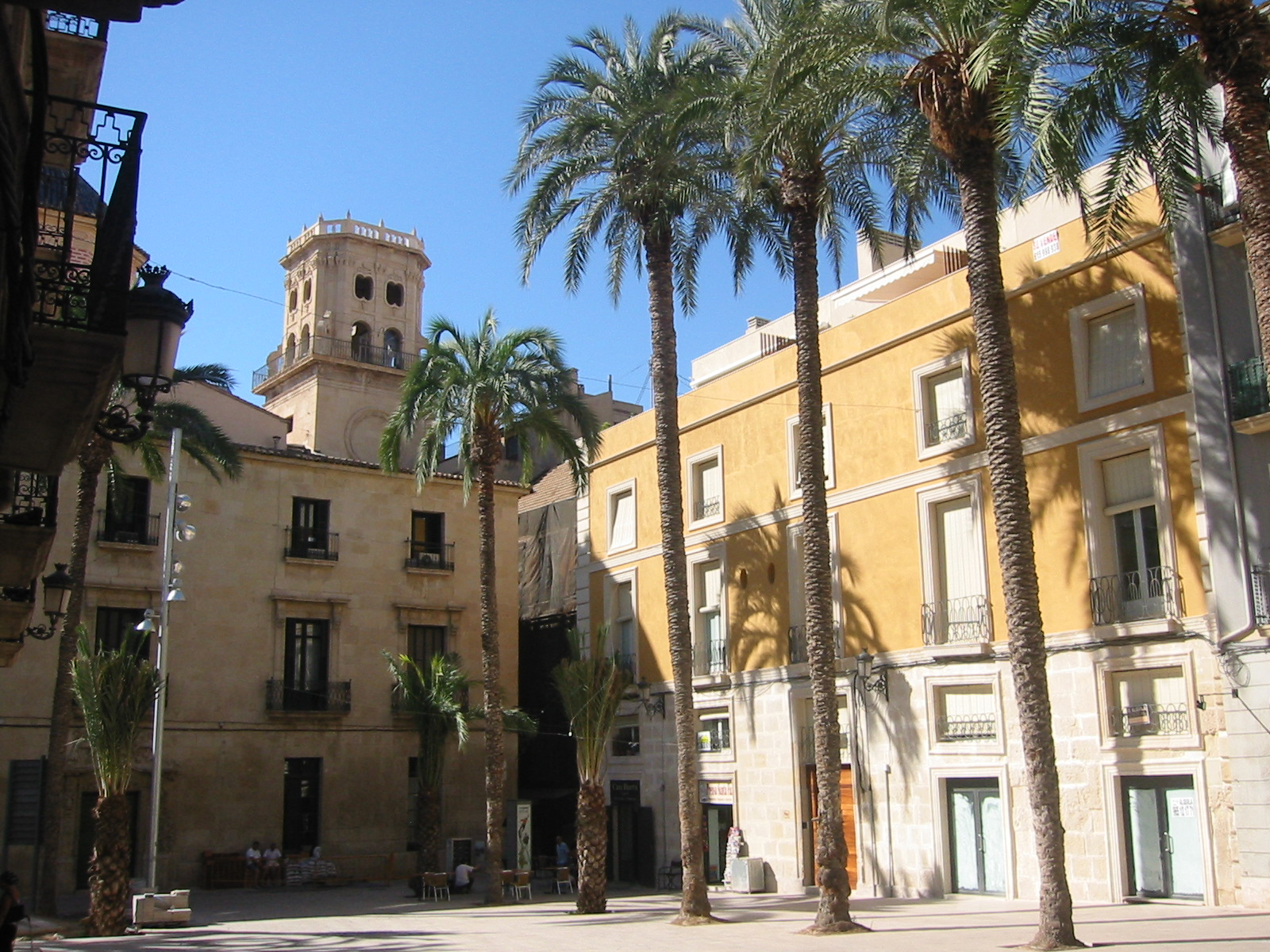
Stradă în Alicante
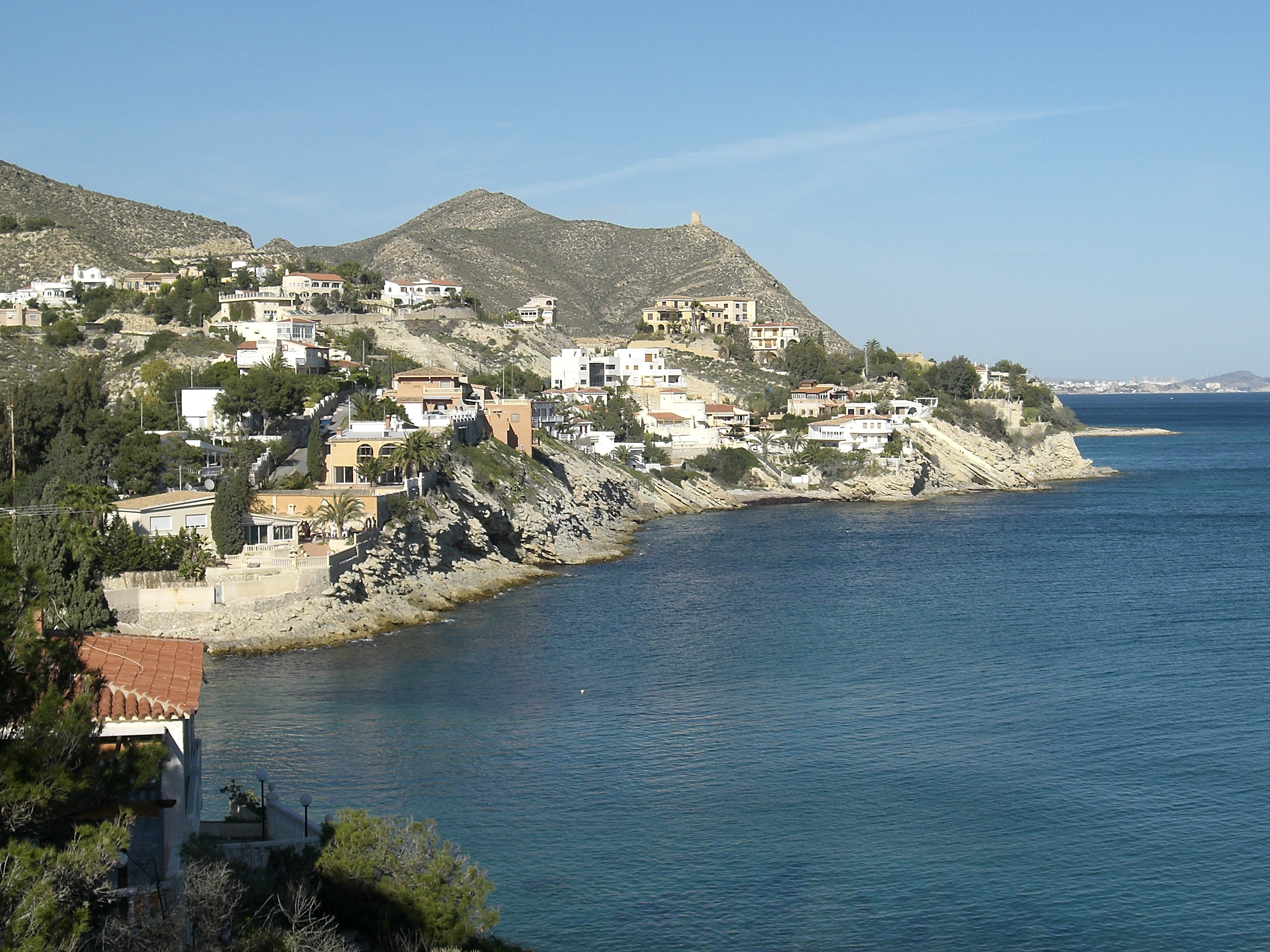
Coveta Fumada
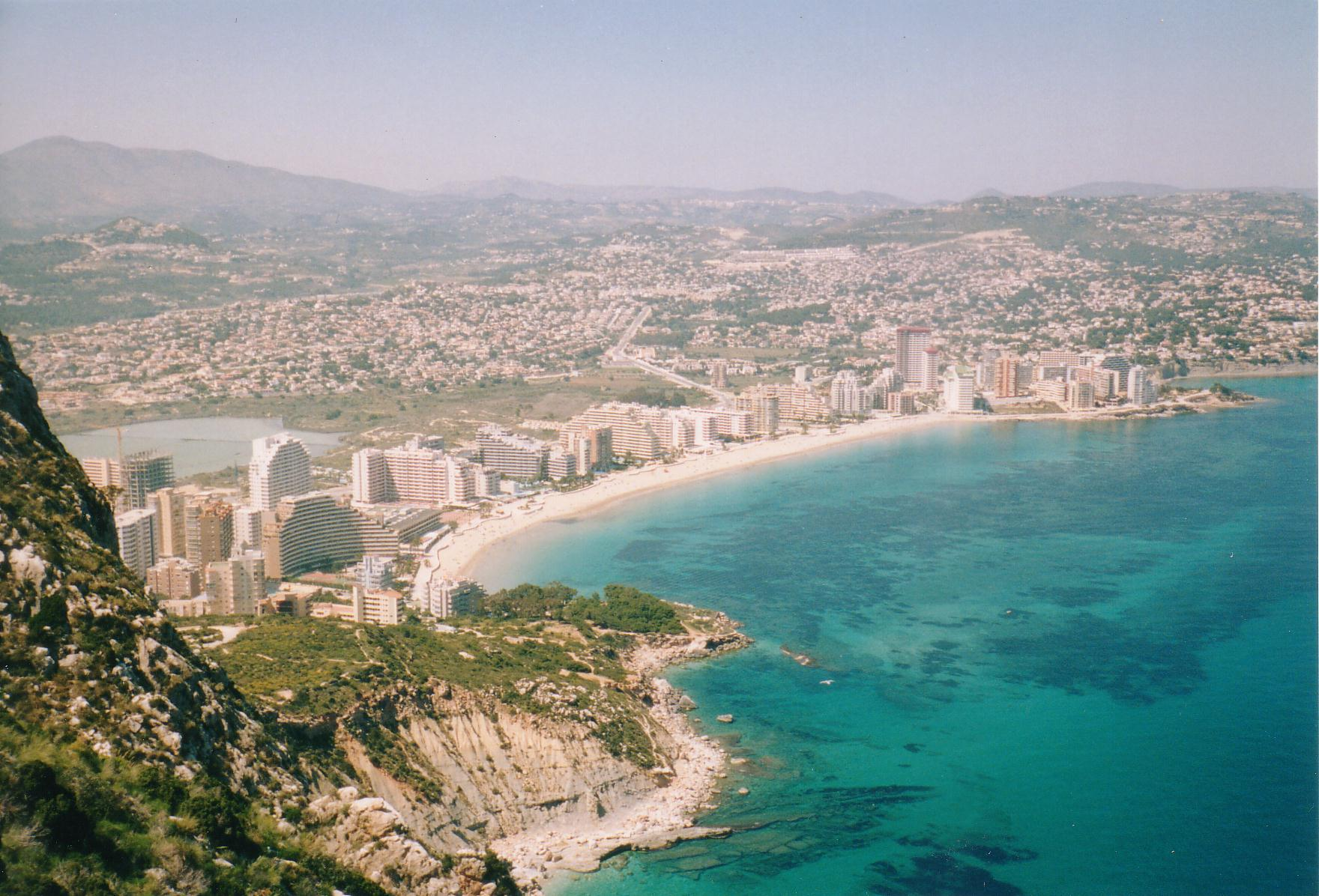
plajă în Calp
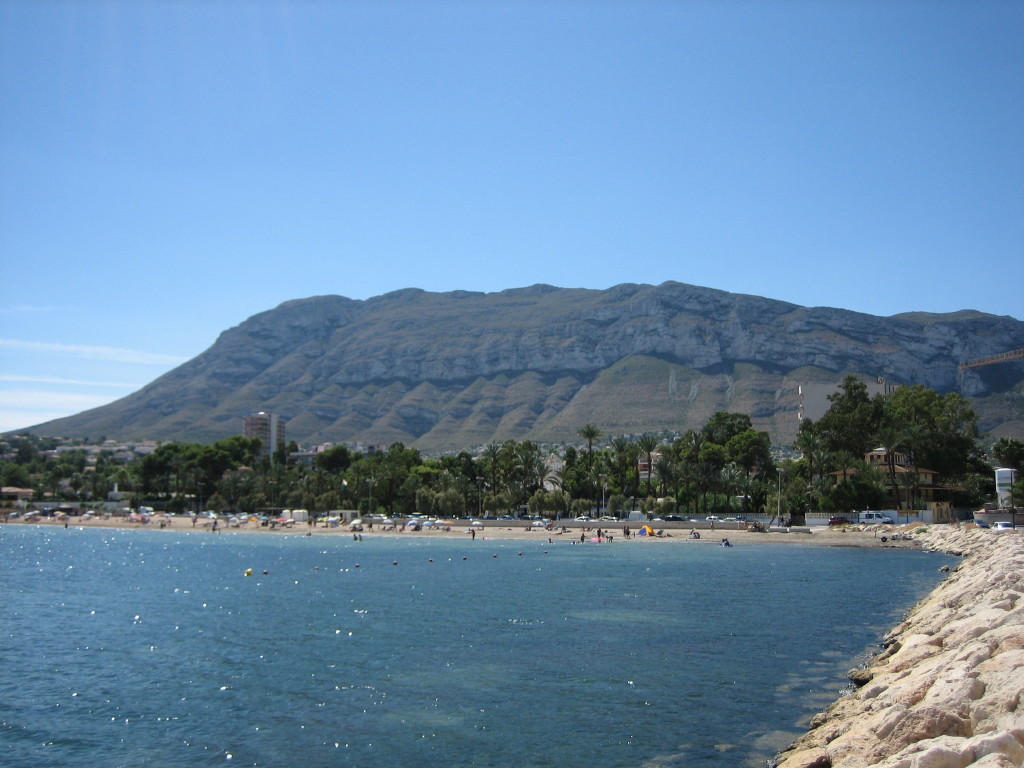
El Montgó
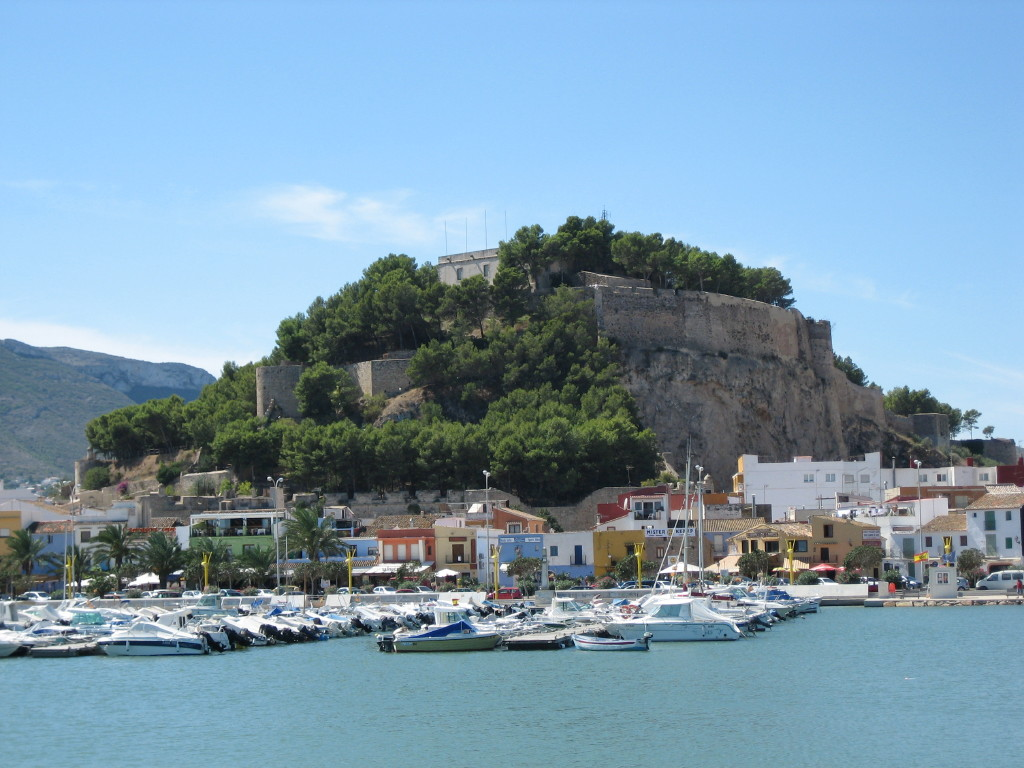
Fortificaţii la Denia
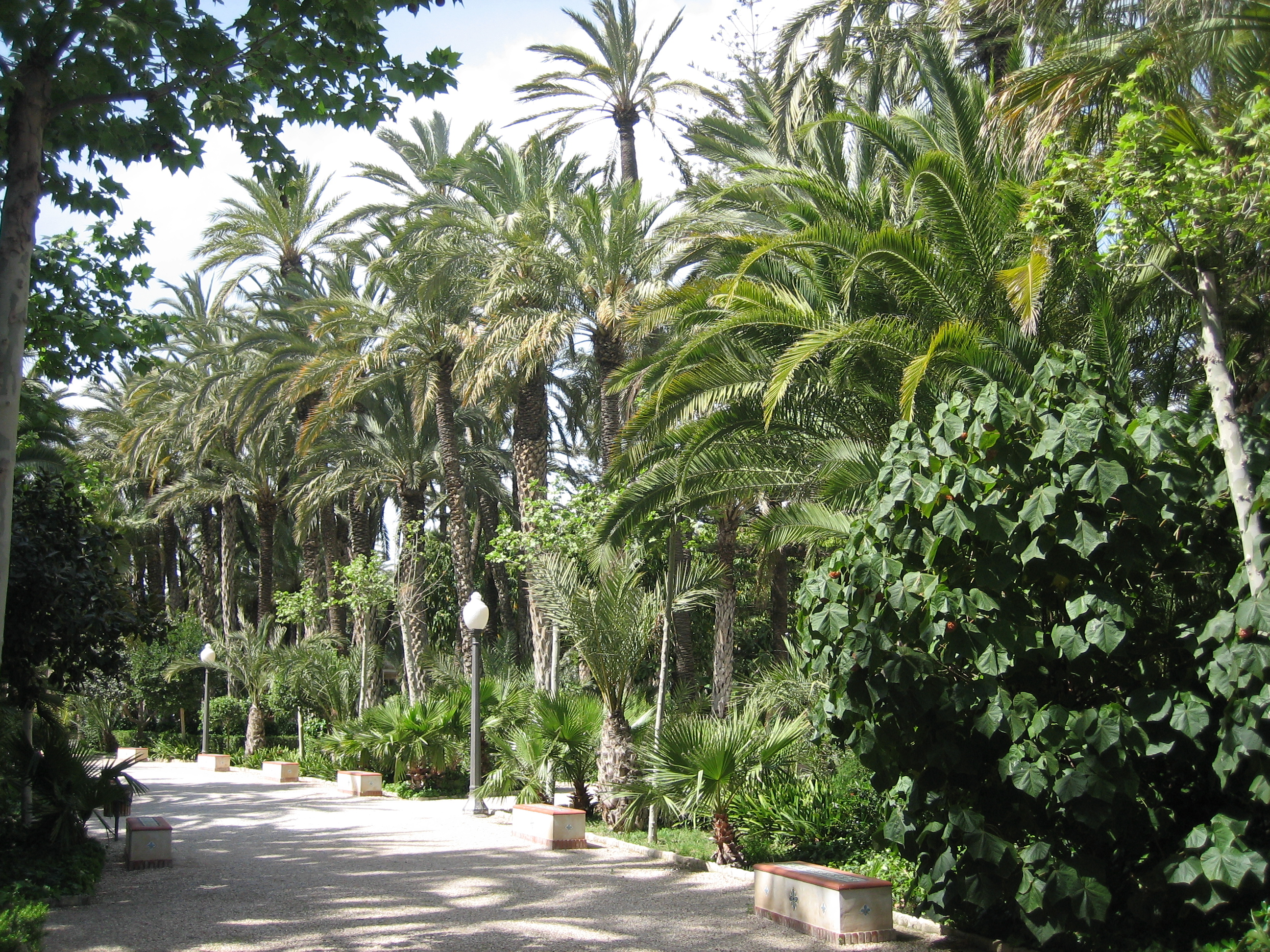
palmieri în Elche
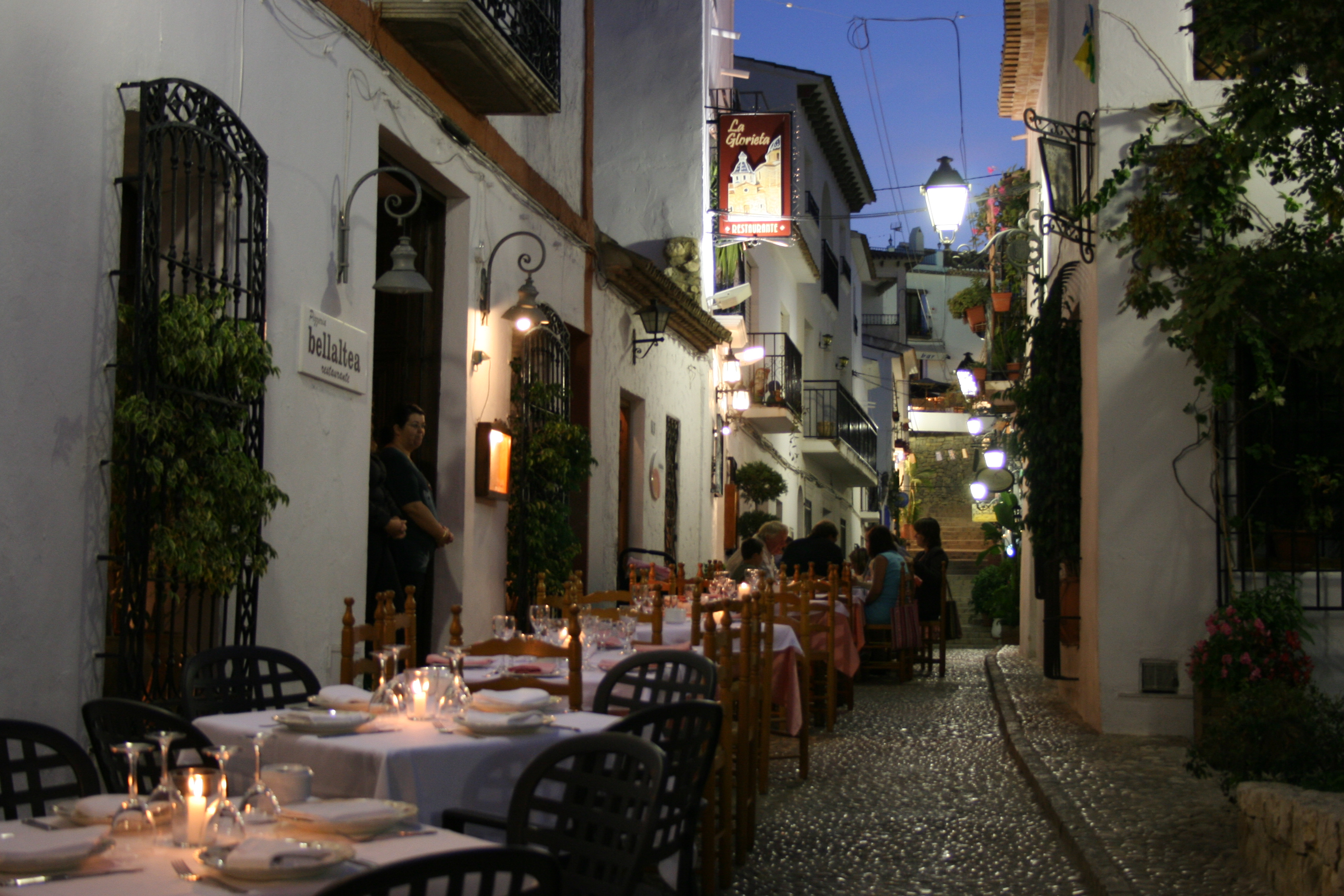
străzi în Altea